# كارولين شانبتييه
كارولين شانبتييه (بالفرنسية: Caroline Champetier) (و. 1954 – م) هي مصورة سينمائية، ومخرجة سينمائية، وكاتبة سيناريو من فرنسا. ولدت في باريس.

## التعليم
تعلمت في المعهد العالي للدراسات السينمائية (باريس).

## جوائز
حصلت على جوائز منها:
- César Award for Best Cinematography [الإنجليزية]‏.

## وصلات خارجية
- كارولين شانبتييه على موقع IMDb (الإنجليزية)
- كارولين شانبتييه على موقع قاعدة بيانات الأفلام العربية
- كارولين شانبتييه على موقع ألو سيني (الفرنسية)
- كارولين شانبتييه على موقع أول موفي (الإنجليزية)
- كارولين شانبتييه على موقع قاعدة بيانات الأفلام السويدية (السويدية)
- كارولين شانبتييه على موقع قاعدة بيانات الفيلم (الإنجليزية)
- كارولين شانبتييه على موقع كينوبويسك (الروسية)